# 汪普庆
汪普庆（1917年—2002年），笔名菲士、南父，男，江苏泰兴人，中国作家，曾任中华诗词学会秘书长、副会长。